# Alberto Mancini
Pour les articles homonymes, voir Mancini.
Alberto César Mancini, né le 20 mai 1969 à Posadas, est un joueur puis entraîneur de tennis argentin, professionnel entre 1987 et 1994.
Sa brève carrière fut marquée par deux coups d'éclat en 1989 avec des victoires de prestige à Monte-Carlo et Rome.

## Carrière
D'origine italienne par l'un de ses arrière-grand-pères, Alberto Mancini est entraîné depuis son plus jeune âge par Francisco Mastelli à Buenos Aires. Il est champion d'Amérique du Sud junior et quart de finaliste des Internationaux de France junior en 1986.
Vainqueur en 1988 des tournois Challenger de São Paulo et Lisbonne, il enchaîne au niveau ATP avec une victoire à Bologne. Il dispute également cette saison trois demi-finales et cinq quarts de finale.
Ses plus beaux succès eurent lieu au printemps 1989. Alors qu'il n'a pas encore 20 ans, il brille tout d'abord à Monte-Carlo lorsqu'il battit le n°2 mondial Mats Wilander, puis Boris Becker en finale (7-5, 2-6, 7-6, 7-5), grâce à de puissantes frappes aussi bien en coup droit qu'en revers. Il réédite cette performances quelques semaines plus tard à Rome, où profitant d'un parcours favorable, il rencontre Andre Agassi en finale qu'il écarte après avoir sauvé une balle de match (6-3, 4-6, 2-6, 7-62, 6-1). Débarquant en sérieux outsider à Roland-Garros cette année-là, il atteint les quarts de finale, battu nettement par Stefan Edberg (6-1, 6-3, 7-6), ce qui restera sa meilleure performance en Grand Chelem. Il se classe en fin de saison au 8e rang mondial.
Mancini ne parvient pas à confirmer les espoirs placés en lui et son penchant avéré pour la fête impact nettement ses résultats. Avec seulement 14 victoires au cours de la saison 1990, il plonge au classement et sort du top 100. Après un bref retour sur le circuit Challenger marqué par un titre au Chili, il retrouve le succès en étant finaliste au Masters de Rome en 1991 alors qu'il était classé 105e mondial. Tombeur de Sergi Bruguera en demie, il abandonne toutefois en finale contre Emilio Sánchez. Il parvient ensuite à se hisser en huitièmes de finale des Internationaux de France puis enchaîne en disputant deux finales à Båstad et Stuttgart.
En 1992, il réalise sa dernière performance majeure en se qualifiant pour la finale du Masters de Miami au cours duquel il bat notamment Boris Becker, rare résultat significatif sur une surface rapide. Il faut préciser que Mancini, malgré son statut, n'a jamais disputé le tournoi de Wimbledon, ni même le moindre tournoi sur gazon. Ces victoires lui permettent de remonter un temps au 12e rang. Après une nouvelle succession de défaites en 1993, il met un terme prématurément à sa carrière à 25 ans en raison d'une blessure à l'épaule nécessitant une opération. Il effectue un bref retour en 1996 mais ne remporte que deux matchs en quatre tournois.
Sélectionné à neuf reprises en Coupe Davis, il fait ses débuts dans la compétition en avril 1989 contre le Canada. En barrages sur le gazon d'Eastbourne, il élimine non sans mal le modeste britannique Chris Bailey en cinq sets. En 1990, il contribue aux côtés de Martín Jaite et Javier Frana à la qualification de son équipe pour les demi-finales grâce notamment à une victoire décisive sur l'Allemand Carl-Uwe Steeb en quart. Ses faiblesses sur une surface rapide se font rapidement ressentir lorsqu'il s'incline lourdement en demie à Sydney contre Pat Cash (6-1, 6-1, 6-2). Il est sélectionné par la suite lors de quatre autres rencontres dans la compétition en 1992 et 1993.
Il est capitaine de l'équipe d'Argentine de Coupe Davis entre 2004 et 2008, emmenant la formation à deux reprises en finale en 2006 et 2008 face à l'Espagne. Durant sa carrière d'entraîneur, il a travaillé brièvement avec ses compatriotes Mariano Puerta en 1999 et Guillermo Coria entre 2003 et 2004. Plus récemment, il a entraîné Pablo Cuevas à la fin des années 2010, ainsi que Fabio Fognini à partir de 2020.

## Palmarès

### Titres en simple messieurs
| No | Date       | Nom et lieu du tournoi                | Catégorie           | Dotation  | Surface      | Finaliste      | Score                    |  |
| -- | ---------- | ------------------------------------- | ------------------- | --------- | ------------ | -------------- | ------------------------ |  |
| 1  | 06-06-1988 | Tournoi de tennis de Bologne, Bologne |                     | 93 400 $  | Terre (ext.) | Emilio Sánchez | 7-5, 7-6                 |  |
| 2  | 24-04-1989 | Monte-Carlo Open, Monte-Carlo         | Championship Series | 405 000 $ | Terre (ext.) | Boris Becker   | 7-5, 2-6, 7-6, 7-5       |  |
| 3  | 15-05-1989 | Italian Open, Rome                    | Championship Series | 807 500 $ | Terre (ext.) | Andre Agassi   | 6-3, 4-6, 2-6, 7-62, 6-1 |  |

### Finales en simple messieurs
| No | Date       | Nom et lieu du tournoi                                   | Catégorie              | Dotation    | Surface      | Vainqueur         | Score               |          |
| -- | ---------- | -------------------------------------------------------- | ---------------------- | ----------- | ------------ | ----------------- | ------------------- | -------- |
| 1  | 13-05-1991 | Italian Open, Rome                                       | Championship Series SW | 1 002 000 $ | Terre (ext.) | Emilio Sánchez    | 6-3, 6-1, 3-0, ab.  |          |
| 2  | 08-07-1991 | Swedish Open, Båstad                                     | World Series           | 225 000 $   | Terre (ext.) | Magnus Gustafsson | 6-1, 6-2            |          |
| 3  | 15-07-1991 | MercedesCup, Stuttgart                                   | Championship Series    | 825 000 $   | Terre (ext.) | Michael Stich     | 1-6, 7-69, 6-4, 6-2 |          |
| 4  | 13-03-1992 | Lipton International Players Championships, Key Biscayne | Championship Series SW | 1 325 000 $ | Dur (ext.)   | Michael Chang     | 7-5, 7-5            | Parcours |
| 5  | 20-07-1992 | Philips Head Cup, Kitzbühel                              | World Series           | 355 000 $   | Terre (ext.) | Pete Sampras      | 6-3, 7-5, 6-3       |          |

### Titres en double messieurs
| No | Date       | Nom et lieu du tournoi                                      | Catégorie    | Dotation  | Surface      | Partenaire         | Finalistes                             | Score         |  |
| -- | ---------- | ----------------------------------------------------------- | ------------ | --------- | ------------ | ------------------ | -------------------------------------- | ------------- |  |
| 1  | 08-08-1988 | Campionati Internazionali della Valle d'Aosta Saint-Vincent |              | 125 000 $ | Terre (ext.) | Christian Miniussi | Paolo Canè Balázs Taróczy              | 6-4, 5-7, 6-3 |  |
| 2  | 10-07-1989 | Tournoi de tennis US Pro Boston                             |              | 297 500 $ | Terre (ext.) | Andrés Gómez       | Todd Nelson Phillip Williamson         | 7-6, 6-2      |  |
| 3  | 11-09-1989 | Geneva Open Genève                                          |              | 190 000 $ | Terre (ext.) | Andrés Gómez       | Mansour Bahrami Guillermo Pérez Roldán | 6-3, 7-5      |  |
| 4  | 16-04-1990 | Philips Open Nice                                           | World Series | 225 000 $ | Terre (ext.) | Yannick Noah       | Marcelo Filippini Horst Skoff          | 6-4, 7-6      |  |

### Finales en double messieurs
| No | Date       | Nom et lieu du tournoi              | Catégorie | Dotation  | Surface      | Vainqueurs                        | Partenaire         | Score    |          |
| -- | ---------- | ----------------------------------- | --------- | --------- | ------------ | --------------------------------- | ------------------ | -------- | -------- |
| 1  | 02-05-1988 | BMW Open Munich                     |           | 165 000 $ | Terre (ext.) | Rick Leach Jim Pugh               | Christian Miniussi | 7-6, 6-1 |          |
| 2  | 26-09-1988 | Tournoi de tennis de Sicile Palerme |           | 93 400 $  | Terre (ext.) | Carlos Di Laura Marcelo Filippini | Christian Miniussi | 6-2, 6-0 | Parcours |

## Parcours dans les tournois duGrand Chelem

### En simple
| Année | Open d'Australie | Open d'Australie | Internationaux de France | Internationaux de France | Wimbledon | Wimbledon | US Open         | US Open       |
| ----- | ---------------- | ---------------- | ------------------------ | ------------------------ | --------- | --------- | --------------- | ------------- |
| 1988  | —                | —                | 1er tour (1/64)          | G. Pérez Roldán          | —         | —         | —               | —             |
| 1989  | —                | —                | 1/4 de finale            | Stefan Edberg            | —         | —         | 1/8 de finale   | Yannick Noah  |
| 1990  | —                | —                | 2e tour (1/32)           | Franco Davín             | —         | —         | 1er tour (1/64) | M. Washington |
| 1991  | —                | —                | 1/8 de finale            | Andre Agassi             | —         | —         | 1er tour (1/64) | Jimmy Brown   |
| 1992  | —                | —                | 3e tour (1/16)           | Jim Courier              | —         | —         | 1er tour (1/64) | L. Lavalle    |
| 1993  | 2e tour (1/32)   | J. Stoltenberg   | 1er tour (1/64)          | Javier Sánchez           | —         | —         | 1er tour (1/64) | M. Washington |
| 1994  | —                | —                | Q1                       | M. Ondruska              | —         | —         | —               | —             |

N.B. : à droite du résultat se trouve le nom de l'ultime adversaire.

### En double
| Année | Open d'Australie | Open d'Australie | Internationaux de France    | Internationaux de France | Wimbledon | Wimbledon | US Open | US Open |
| ----- | ---------------- | ---------------- | --------------------------- | ------------------------ | --------- | --------- | ------- | ------- |
| 1988  | —                | —                | 1er tour (1/32) M. Ingaramo | Eric Korita Jon Levine   | —         | —         | —       | —       |
| 1989  | —                | —                | —                           | —                        | —         | —         | —       | —       |
| 1990  | —                | —                | 1er tour (1/32) M. Rosset   | B. Dyke L. Warder        | —         | —         | —       | —       |

N.B. : le nom du ou de la partenaire se trouve sous le résultat ; le nom des ultimes adversaires se trouve à droite.

### En double mixte
| Année | Open d'Australie | Open d'Australie | Internationaux de France  | Internationaux de France | Wimbledon | Wimbledon | US Open | US Open |
| ----- | ---------------- | ---------------- | ------------------------- | ------------------------ | --------- | --------- | ------- | ------- |
| 1987  | —                | —                | 1er tour (1/32) A. Tiezzi | Paula Smith Mel Purcell  | —         | —         | —       | —       |

N.B. : le nom du ou de la partenaire se trouve sous le résultat ; le nom des ultimes adversaires se trouve à droite.

## Parcours dans lesMasters 1000
| Année | Indian Wells              | Miami                | Monte-Carlo               | Hambourg             | Rome                       | Canada | Cincinnati | Stockholm            | Paris                   |
| ----- | ------------------------- | -------------------- | ------------------------- | -------------------- | -------------------------- | ------ | ---------- | -------------------- | ----------------------- |
| 1990  | 1er tour M. Schapers      | 2e tour B. Shelton   | 2e tour H. Leconte        | 1er tour J. Wöhrmann | 1/4 de finale A. Chesnokov | —      | —          | —                    | —                       |
| 1991  | —                         | —                    | 1/8 de finale S. Bruguera | —                    | Finale E. Sánchez          | —      | —          | 1er tour C.-U. Steeb | 1er tour J. Stoltenberg |
| 1992  | 1er tour T. Champion      | Finale M. Chang      | 2e tour A. Boetsch        | 1er tour J. McEnroe  | 1/8 de finale P. Korda     | —      | —          | —                    | —                       |
| 1993  | 1/4 de finale W. Ferreira | 2e tour G. Raoux     | —                         | 2e tour I. Lendl     | 1er tour B. Karbacher      | —      | —          | —                    | —                       |
| 1994  | 1er tour M. Ondruska      | 2e tour A. Chesnokov | 1er tour À. Corretja      | —                    | —                          | —      | —          | —                    | —                       |

N.B. : sous le résultat se trouve le nom de l’ultime adversaire.

## Classements ATP en fin de saison
| Année          | 1986 | 1987 | 1988 | 1989 | 1990 | 1991 | 1992 | 1993 | 1994 | 1995 | 1996 |
| Rang en simple | 550  | 130  | 49   | 9    | 127  | 22   | 31   | 141  | 399  | –    | 673  |
| Rang en double | –    | 279  | 122  | 91   | 194  | 570  | 686  | 998  | –    | –    | –    |

Source : (en) Classements de Alberto Mancini sur le site officiel de la Fédération internationale de tennis